# Viktor Jacobi
Viktor Jacobi (Budapest, 22 ottobre 1883 – New York, 11 dicembre 1921) è stato un compositore ungherese di operette, uno dei più importanti in Ungheria, dove rimane, ancora oggi, molto popolare.
I suoi lavori più conosciuti sono le operette Leányvásár del 1911 e Szibill, del 1914.

## Biografia
Jacobi Viktor (secondo l'uso ungherese di posporre il nome al cognome), nacque a Budapest nel 1883. Studiò dal 1903 al 1905 alla Liszt Ferenc Zeneművészeti Egyetem, l'accademia musicale della capitale ungherese allievo di Hans Koessler e collega di studi di Leó Weiner e di Albert Szirmai. In quel periodo, nel 1904, scrisse la sua prima operetta, A rátartós királykisasszony che firmò con il nome di Jakabfi Viktor. Nel 1902, aveva collaborato ai testi dei primi lavori di Emmerich Kálmán. Successivamente, fino al 1912 lavorò con regolarità alla composizione, producendo quasi ogni anno un'operetta, spesso in collaborazione con Ferenc Martos, il suo librettista preferito.
Questi lavori gli diedero notorietà internazionale. Nel 1914, si recò a Londra per la prima di Szibill, ma la prima venne cancellata a causa dello scoppio della prima guerra mondiale e Jacobi decise di emigrare negli Stati Uniti dove avrebbe continuato il suo lavoro di compositore. Molto malato, morì a New York all'età di 38 anni il 10 dicembre 1921.

## Operette
- A rátartós királykisasszony (1904)
- Legvitézebb Huszár (1905)
- A tengerszem tündére (1906)
- Tüskerózsa (1907)
- Van, de nincs (1908)
- Jánoska (1909)
- Leányvásár (1911)
- Mädchenmarkt (1912 al Carltheater di Vienna) (come Mercato di ragazze nel 1922 al Teatro La Fenice di Venezia)
- Szibill (1914)
- Almavirág, con Fritz Kreisler (1919)
- The Love Letter (1921)

## Filmografia
- Ragazze da marito (Leányvásár), regia di Félix Podmaniczky (1941)